# Campionat de Catalunya de tennis de taula per equips
El Campionat de Catalunya de tennis de taula per equips és una competició esportiva de clubs catalans de tennis taula, creat l'any 1935. De caràcter anual, està organitzat per la Federació Catalana de Tennis de Taula (FCTT). Després del parèntesi de la Guerra Civil espanyola, va disputar-se ininterrompudament fins a la temporada 1961-62, quan la Federació Espanyola de Tennis de Taula va dissoldre les federacions regionals i va fundar les provincials. Entre 1962-63 i 1982-83 van disputar-se campionats provincials a Barcelona, Girona, Tarragona i Lleida. Després de la restauració de la FCTT, va reprendre's el Campionat de Catalunya la temporada 1982-83.
Històricament, fins a la seva suspensió el 1962, el campionat ha estat dominat pel Club de 7 a 9, essent el primer campió masculí i femení, el Tívolí Ping Pong Club amb dotze títols en categoria masculina i nou en femenina, i el Club Tennis Barcino, guanyant sis campionats en categoria femenina entre 1955 i 1962. Després de la restauració de la competició, el Club de 7 a 9 va aconseguir cinc títols més en categoria masculina, però progressivament altres clubs de comarques com el Club de Tennis Taula Bagà, Epic Casino Comerç, Club de Tennis Taula Ripollet, i en els darrers anys, el Club de Tennis Borges, amb deu títols, van reemplaçar el seu domini. En categoria femenina, destaquen el Club de Tennis Taula Calella i el Club de Tennis Taula Vic, amb vuit títols cadascun.

## Historial
| (1) = Nombre de campionats Nota: Noms dels equips segons l'època |

| Edició | Data    | Equip campió (M)                                           | Equip campió (F)                                           | Seu                                                        | refs              |
| --- | ------- | ---------------------------------------------------------- | ---------------------------------------------------------- | ---------------------------------------------------------- | ----------------- |
| I | 1935    | Club de 7 a 9 (1)                                          | Club de 7 a 9 (1)                                          |                                                            | [ 3 ]             |
| II | 1936    | Club de 7 a 9 (2)                                          | AS Gervasi (1)                                             |                                                            | [ 3 ]             |
| no es disputà entre 1937 i 1941                                                                                               |         |                                                            |                                                            |                                                            |                   |
| III | 1940-41 | Club de 7 a 9 (3)                                          | Club Vilafranca (1)                                        | Barcelona                                                  | [ 3 ] [ 4 ]       |
| IV | 1941-42 | Tívoli PPC (1)                                             | Tívoli PPC (1)                                             | Barcelona                                                  | [ 5 ] [ 6 ]       |
| V | 1942-43 | Tívoli PPC (2)                                             | Tívoli PPC (2)                                             | Barcelona                                                  | [ 5 ]             |
| VI | 1943-44 | Club de 7 a 9 (4)                                          | Tívoli PPC (3)                                             | Barcelona                                                  | [ 3 ] [ 5 ] [ 7 ] |
| VII | 1944-45 | Tívoli PPC (3)                                             | Tívoli PPC (4)                                             | Barcelona                                                  | [ 5 ]             |
| VIII | 1945-46 | Club de 7 a 9 (5)                                          | Tívoli PPC (5)                                             | Barcelona                                                  | [ 3 ] [ 5 ]       |
| IX | 1946-47 | Club de 7 a 9 (6)                                          | Tívoli PPC (6)                                             | Barcelona                                                  | [ 3 ] [ 5 ]       |
| X | 1947-48 | Tívoli PPC (4)                                             | Tívoli PPC (7)                                             | Barcelona                                                  | [ 5 ]             |
| XI | 1948-49 | Tívoli PPC (5)                                             | TS Gervasi (1)                                             | Barcelona                                                  | [ 5 ]             |
| XII | 1949-50 | Tívoli PPC (6)                                             | TS Gervasi (2)                                             | Barcelona                                                  | [ 5 ]             |
| XIII | 1950-51 | Tívoli PPC (7)                                             | Tívoli PPC (8)                                             | Barcelona                                                  | [ 5 ]             |
| XIV | 1951-52 | Tívoli PPC (8)                                             | Tívoli PPC (9)                                             | Barcelona                                                  | [ 5 ]             |
| XV | 1952-53 | Club de 7 a 9 (7)                                          | Club Ariel (1)                                             | Barcelona                                                  | [ 3 ]             |
| XVI | 1953-54 | Tívoli PPC (9)                                             | Club Ariel (2)                                             | Barcelona                                                  | [ 5 ]             |
| XVII | 1954-55 | Club de 7 a 9 (8)                                          | CT Barcino (1)                                             | Barcelona                                                  | [ 3 ]             |
| XVIII | 1955-56 | CT Barcino (1)                                             | Club Ariel (3)                                             | Barcelona                                                  |                   |
| XIX | 1956-57 | CE Oasis (1)                                               | CT Barcino (2)                                             | Barcelona                                                  |                   |
| XX | 1957-58 | CT Barcino (2)                                             | CT Barcino (3)                                             | Barcelona                                                  |                   |
| XXI | 1958-59 | Tívoli PPC (10)                                            | CT Barcino (4)                                             | Barcelona                                                  | [ 5 ]             |
| XXII | 1959-60 | Tívoli PPC (11)                                            | CT Barcino (5)                                             | Barcelona                                                  | [ 5 ]             |
| XXIII | 1960-61 | Tívoli PPC (12)                                            | CT Barcino (6)                                             | Barcelona                                                  | [ 5 ]             |
| es disputaren campionats provincials entre 1961-62 i 1981-82 vegeu: C.P. Barcelona, C.P. Girona, C.P. Tarragona i C.P. Lleida |         |                                                            |                                                            |                                                            |                   |
| XXIV | 1982-83 | Club de 7 a 9 (9)                                          | Atòmic Barcino (7)                                         | Palafrugell                                                | [ 3 ]             |
| XXV | 1983-84 | Club de 7 a 9 (10)                                         | Atòmic Barcino (8)                                         | Cambrils                                                   | [ 3 ]             |
| XXVI | 1984-85 | Spontex 7 a 9 (11)                                         | Spontex 7 a 9 (2)                                          | Gavà                                                       | [ 3 ]             |
| XXVII | 1985-86 | Spontex 7 a 9 (12)                                         | Spontex 7 a 9 (3)                                          | Les Borges Blanques                                        | [ 3 ]             |
| XXVIII | 1986-87 | Spontex 7 a 9 (13)                                         | Epic Casino Comerç (1)                                     | Riudellots de la Selva                                     | [ 3 ] [ 8 ]       |
| XXIX | 1987-88 | Atòmic Bagà (1)                                            | Leo Computer 7 a 9 (4)                                     | Santa Coloma de Gramenet                                   | [ 3 ]             |
| XXX | 1988-89 | Atòmic Bagà (2)                                            | Club de 7 a 9 (5)                                          | Sant Adrià de Besòs                                        | [ 3 ]             |
| XXXI | 1989-90 | Epic Casino Comerç (1)                                     | Epic Casino Comerç (2)                                     | Sallent                                                    | [ 8 ]             |
| XXXII | 1990-91 | Epic Casino Comerç (2)                                     | Epic Casino Comerç (3)                                     | Roses                                                      | [ 8 ]             |
| XXXIII | 1991-92 | Vic TT (1)                                                 | Epic Casino Comerç (4)                                     | Bagà                                                       | [ 9 ] [ 8 ]       |
| XXXIV | 1992-93 | CTT Bagà Petrocat (3)                                      | CTT Calella (1)                                            | Les Borges Blanques                                        | [ 10 ]            |
| XXXV | 1993-94 | CTT Bagà Petrocat (4)                                      | CTT Ripollet Abolafia (1)                                  | Barcelona (RE)                                             |                   |
| XXXVI | 1994-95 | CTT Calella (1)                                            | CTT Calella (2)                                            | Barcelona                                                  | [ 10 ]            |
| XXXVII | 1995-96 | Epic Casino Comerç (3)                                     | CTT Bagà Túnel Cadí (1)                                    | Vic                                                        | [ 8 ]             |
| XXXVIII | 1996-97 | CTT Bagà Petrocat (5)                                      | CTT Bagà Túnel Cadí (2)                                    | La Bisbal d'Empordà                                        |                   |
| XXXIV | 1997-98 | CTT Bagà Petrocat (6)                                      | CTT Bagà Petrocat (3)                                      | L'Escala                                                   |                   |
| XL | 1998-99 | Can Berardo Ripollet (1)                                   | Finques Ripollet (2)                                       | Amposta                                                    |                   |
| XLI | 1999-00 | Can Berardo Ripollet (2)                                   | Fotoprix Vic TT (1)                                        | Torelló                                                    | [ 9 ]             |
| XLII | 2000-01 | CER L'Escala (1)                                           | Fotoprix Vic TT (2)                                        | Les Borges Blanques                                        | [ 9 ]             |
| XLIII | 2001-02 | Can Berardo Ripollet (3)                                   | Fotoprix Vic TT (3)                                        | Riudellots de la Selva                                     | [ 9 ]             |
| XLIV | 2002-03 | CER L'Escala (2)                                           | Blue Hills Calella (3)                                     | Bagà                                                       | [ 10 ]            |
| XLV | 2003-04 | Mediterrani Tennis Grup (1)                                | Blue Hills Calella (4)                                     | Les Borges Blanques                                        | [ 10 ]            |
| XLVI | 2004-05 | Bombons Blasi F Olesa (1)                                  | CN Mataró Quadis (1)                                       | Calella                                                    |                   |
| XLVII | 2005-06 | Bombons Blasi F Olesa (2)                                  | Fotoprix Vic TT (4)                                        | Sant Vicenç dels Horts                                     | [ 9 ]             |
| XLVIII | 2006-07 | Bombons Blasi F Olesa (3)                                  | Fotoprix Vic TT (5)                                        | Platja d'Aro                                               | [ 9 ]             |
| XLIX | 2007-08 | Riera Borges Grup Vall (1)                                 | La Selva FD Cassanenc (1)                                  | Llinars del Vallès                                         | [ 11 ]            |
| L | 2008-09 | CTT Borges Grup Vall (2)                                   | Suris Calella (5)                                          | Les Borges Blanques                                        | [ 11 ] [ 10 ]     |
| LI | 2009-10 | DKV Borges Grup Vall (3)                                   | Fotoprix Vic TT (6)                                        | Mollerussa                                                 | [ 11 ] [ 9 ]      |
| LII | 2010-11 | DKV Borges Grup Vall (4)                                   | Suris Calella (6)                                          | Calella                                                    | [ 11 ] [ 10 ]     |
| LIII | 2011-12 | DKV Borges Grup Vall (5)                                   | Suris Calella (7)                                          | Calella                                                    | [ 11 ] [ 10 ]     |
| LIV | 2012-13 | CN Mataró (1)                                              | Fotoprix Vic TT (7)                                        | Calella                                                    | [ 9 ]             |
| LV | 2013-14 | CN Mataró (2)                                              | CN Mataró (1)                                              | Calella                                                    |                   |
| LVI | 2014-15 | DKV Borges Grup Vall (6)                                   | Suris Calella (8)                                          | Calella                                                    | [ 11 ] [ 10 ]     |
| LVII | 2015-16 | DKV Borges Grup Vall (7)                                   | Balaguer Villart Logístic (1)                              | Calella                                                    | [ 11 ]            |
| LVIII | 2016-17 | DKV Borges Grup Vall (8)                                   | Balaguer Villart Logístic (2)                              | Calella                                                    | [ 11 ]            |
| LIX | 2017-18 | DKV Borges Grup Vall (9)                                   | Balaguer Villart Logístic (3)                              | Calella                                                    | [ 11 ]            |
| LX | 2018-19 | Borges Grup Vall (10)                                      | Balaguer Villart Logístic (4)                              | Calella                                                    | [ 12 ]            |
| N/D | 2019-20 | Edició cancel·lada pel risc públic de contagi del COVID-19 | Edició cancel·lada pel risc públic de contagi del COVID-19 | Edició cancel·lada pel risc públic de contagi del COVID-19 |                   |
| LXI | 2020-21 | CER L'Escala (3)                                           | Girbau Vic TT (8)                                          | Bàscara                                                    | [ 13 ]            |
| LXII | 2021-22 | Asisa Borges Vall (11)                                     | Ganxets Reus Miró (1)                                      | Bàscara                                                    | [ 14 ]            |
| LXIII | 2022-23 | Asisa Borges Vall (12)                                     | Girbau Vic TT (9)                                          | Bàscara                                                    |                   |
| LXIV | 2023-24 | Enoli Borges Vall (13)                                     | Girbau Vic TT (10)                                         | Bàscara                                                    | [ 15 ]            |
| LXV | 2024-25 | Enoli Borges Vall (14)                                     | Miró Ganxets Costa Daurada (2)                             | Pavelló Ausoneta, Vic                                      | [ 16 ]            |

## Palmarès
| Equip                                | Total | Campió (M) | Campió (F) | Anys campió (M) | Anys campió (F)                                                                          |
| ------------------------------------ | ----- | ---------- | ---------- | --- | ---------------------------------------------------------------------------------------- |
| Tívoli Ping Pong Club                | 21    | 12         | 9          | 1941-42, 1942-43, 1944-45, 1947-48, 1948-49, 1949-50, 1950-51, 1951-52, 1953-54, 1958-59, 1959-60, 1960-61                   | 1941-42, 1942-43, 1943-44, 1944-45, 1945-46, 1946-47, 1947-48, 1950-51, 1951-52          |
| Club de 7 a 9                        | 18    | 13         | 5          | 1935, 1936, 1940-41, 1943-44, 1945-46, 1946-47, 1952-53, 1954-55, 1982-83, 1983-84, 1984-85, 1985-86, 1986-87                | 1935, 1984-85, 1985-86, 1987-88, 1988-89                                                 |
| Club Tennis Taula Borges             | 14    | 14         | 0          | 2007-08, 2008-09, 2009-10, 2010-11, 2011-12, 2014-15, 2015-16, 2016-17, 2017-18, 2018-19, 2021-22, 2022-23, 2023-24, 2024-25 | —                                                                                        |
| Vic Tennis Taula                     | 11    | 1          | 10         | 1991-92 | 1999-00, 2000-01, 2001-02, 2005-06, 2006-07, 2009-10, 2012-13, 2020-21, 2022-23, 2023-24 |
| Club Tennis Barcino                  | 10    | 2          | 8          | 1956-57, 1958-59 | 1954-55, 1956-57, 1957-58, 1958-59, 1959-60, 1960-61, 1982-83, 1983-84                   |
| Club Tennis Taula Bagà               | 9     | 6          | 3          | 1987-88, 1988-89, 1992-93, 1993-94, 1996-97, 1997-98                                                                         | 1995-96, 1996-97, 1997-98                                                                |
| Calella Tennis Taula                 | 9     | 1          | 8          | 1994-95 | 1992-93, 1994-95, 2002-03, 2003-04, 2008-09, 2010-11, 2011-12, 2013-14                   |
| EPIC Casino del Comerç               | 7     | 3          | 4          | 1989-90, 1990-91, 1995-96 | 1986-87, 1989-90, 1990-91, 1991-92                                                       |
| Club Tennis Taula Ripollet           | 5     | 3          | 2          | 1998-99, 1999-00, 2001-02 | 1993-94, 1998-99                                                                         |
| Centre Natació Mataró                | 4     | 2          | 2          | 2012-13, 2013-14 | 2004-05, 2013-14                                                                         |
| Club Tennis Taula Balaguer           | 4     | 0          | 4          | — | 2015-16, 2016-17, 2017-18, 2018-19                                                       |
| Club Ariel                           | 3     | 0          | 3          | — | 1952-53, 1953-54, 1955-56                                                                |
| Club Tennis Taula Olesa              | 3     | 3          | 0          | 2004-05, 2005-06, 2006-07 | —                                                                                        |
| Centre Esportiu i Recreatiu L'Escala | 3     | 3          | 0          | 2000-01, 2002-03, 2020-21 | —                                                                                        |
| Club Tennis Sant Gervasi             | 2     | 0          | 2          | — | 1949-50, 1950-51                                                                         |
| Club Tennis Taula Ganxets Reus       | 2     | 0          | 2          | — | 2021-22, 2024-25                                                                         |
| Club Esportiu Oasis                  | 1     | 1          | 0          | 1956-57 | —                                                                                        |
| Club Esportiu Mediterrani            | 1     | 1          | 0          | 2003-04 | —                                                                                        |
| Foment Deportiu Cassanenc            | 1     | 0          | 1          | — | 2007-08                                                                                  |
| AS Gervasi                           | 1     | 0          | 1          | — | 1936                                                                                     |
| Vilafranca                           | 1     | 0          | 1          | — | 1940-41                                                                                  |